# Mộ Dung Siêu
Mộ Dung Siêu (tiếng Trung: 慕容超; bính âm: Mùróng Chāo) (385–410), tên tự Tổ Minh (祖明), là hoàng đế cuối cùng của nước Nam Yên thời Ngũ Hồ thập lục quốc. Ông là cháu họ của hoàng đế khai quốc Mộ Dung Đức và từng bị giữ ở Hậu Tần, song được đón về Nam Yên sau khi được Mộ Dung Đức phát hiện tung tích. Do Mộ Dung Đức không còn người con trai nào còn sống sót, Mộ Dung Siêu được thừa kế hoàng vị sau khi chú qua đời vào năm 405. Mặc dù ban đầu được coi là có tài, song sau khi lên ngôi Mộ Dung Siêu lại thể hiện tính khí thất thường và không muốn chấp nhận những lời chỉ trích, và sau khi ông khiêu khích Đông Tấn, tướng Lưu Dụ của Đông Tấn đã bắt và giết chết ông vào năm 410, Nam Yên diệt vong.

## Ra đời
Cha của Mộ Dung Siêu là Bắc Hải vương Mộ Dung Nạp (慕容納) tại nước Tiền Yên. Mộ Dung Nạp là con trai của hoàng đế Mộ Dung Hoảng và là em trai của hoàng đế Mộ Dung Tuấn. Sau khi Tiền Tần tiêu diệt Tiền Yên vào năm 370, hoàng đế Phù Kiên của Tiền Tần ban đầu phong cho Mộ Dung Nạp làm Quảng Vũ thái thú, song sau đó Mộ Dung Nạp đã bị tước bỏ chức vụ và phải di chuyển cùng mẹ là Công Tôn phu nhân và vợ là Đoàn phu nhân đến chỗ em trai Mộ Dung Đức, người đang là thái thú ở quận Trương Dịch (張掖, gần tương ứng với Trương Dịch, Cam Túc ngày nay). Sau đó, khi Mộ Dung Đức và Mộ Dung Thùy nổi dậy chống lại Tiền Tần vào năm 384, Mộ Dung Thùy lập nước Hậu Yên và trở thành hoàng đế, thái thú Trương Dịch là Phù Xương (苻昌) của Tiền Tần đã bắt giữ và giết chết Mộ Dung Nạp cùng tất cả con trai của Mộ Dung Đức và Mộ Dung Nạp. Vào lúc đó, Đoàn thị chưa bị giết vì bà đang mang thai, song bà cũng bị cầm tù trong ngục của quận.
Tuy nhiên, ngục duyện Hô Diên Bình (呼延平) là cố lại của Mộ Dung Đức, từng mang tử tội song được Mộ Dung Đức miễn cho, người này đưa Công Tôn thị và Đoàn thị chạy thoát đến vùng đất của các bộ lạc người Khương, Đoàn thị sinh hạ Mộ Dung Siêu ở đó.

## Lưu lạc ở Hậu Lương và Hậu Tần
Sau khi Công Tôn thị qua đời năm 394, Hô Diên Bình đưa Đoàn thị và Mộ Dung Siêu đến Hậu Lương. Sau đó, sau khi Hậu Lương khuất phục trước Hậu Tần vào năm 403, Hô Diên Bình, Đoàn thị và Mộ Dung Siêu nằm trong số dân thường tại kinh thành Cô Tang (姑臧, nay thuộc Vũ Uy, Cam Túc) của Hậu Lương buộc phải tái định cư đến kinh thành Trường An của Hậu Tần. Tại đây, Hô Diên Bình qua đời và Đoàn thị bảo Mộ Dung Siêu kết hôn với con gái của Hô Diên Bình.
Mộ Dung Siêu e ngại rằng danh tính thực sự của ông sẽ bị phát hiện, và vì thế ông giả điên hành khất. Tuy nhiên, trong một dịp, anh em của Hoàng đế Diêu Hưng là Diêu Thiệu (姚紹) đã nhìn thấy ông, và thấy rằng đây không thực sự là một người điên vì ông trông khỏe mạnh. Diêu Thiệu thông báo cho Diêu Hưng về việc này và đề nghị Diêu Hưng ban cho Mộ Dung Siêu một tước vị để quản lý ông. Diêu Hưng triệu kiến Mộ Dung Siêu, song Mộ Dung Siêu tiếp tục cố ý trả lời sai hoặc không trả lời tất cả các câu hỏi của Diêu Hưng. Diêu Hưng không tin lời của Diêu Thiệu là chính xác và cho Mộ Dung Siêu đi.

## Trở về Nam Yên
Năm 405, sau khi Mộ Dung Đức (lúc này đang là hoàng đế Nam Yên) biết được việc Mộ Dung Siêu còn bị giữ ở Trường An, bèn bí mật cử những người đưa tin đến thuyết phục ông chạy trốn đến Nam Yên. Mộ Dung Siêu không dám nói với mẫu thê, và một mình trốn đến Nam Yên. Trên đường, ông băng qua lãnh thổ của Duyện Châu (兗州, nay là tây bộ Sơn Đông) thứ sử Mộ Dung Pháp (慕容法), Mộ Dung Pháp tin rằng ông không thực sự mang dõng dõi hoàng tộc nên đã coi thường ông, khiến ông mang hiềm khích với Mộ Dung Pháp.
Tháng 4 ÂL, Mộ Dung Siêu đến kinh thành Quảng Cố(廣固, nay thuộc Thanh Châu, Sơn Đông) của Nam Yên, Mộ Dung Đức rất vui mừng, khiển ba trăm quân cưới ngựa nghênh đón. Mộ Dung Siêu trình cho Mộ Dung Đức kim đao mà Mộ Dung Đức từng tặng cho Công Tôn thị trước đây. Mộ Dung Đức gào khóc thảm thiết, và phong Mộ Dung Siêu làm Bắc Hải vương (tương đương với tước hiệu của Mộ Dung Nạp trước đây), bái làm Thị trung, Phiếu kị đại tướng quân, Tư lệ hiệu úy. Do tất cả con trai của Mộ Dung Đức đều đã chết, Mộ Dung Đức muốn Mộ Dung Siêu là người kế vị của mình, và chọn những người tài làm tiêu tá cho Mộ Dung Siêu. Mộ Dung Siêu lúc này được mô tả là cận thận khi phụng sự cho thúc phụ và hành sự thích hợp trong các việc bên ngoài, khiến các quan lại và dân chúng đều hài lòng với ông.
Vào mùa thu năm đó, Mộ Dung Đức lâm bệnh, và tính đến việc lập Mộ Dung Siêu làm thái tử. Ngày Mậu Ngọ (9)tháng 8 (18 tháng 9), Mộ Dung Đức cùng quần thần bàn nghị chuyện lập Mộ Dung Siêu làm thái tử ở Đông Dương điện, song lúc đó lại xảy ra địa chấn, các quan lại kinh sợ, Mộ Dung Đức cunngx không khỏe nên hồi cung. Đến đêm, bệnh tình của Mộ Dung Đức nặng hơn, và không không thể nói được. Hoàng hậu Đoàn Quý Phi nói lớn với Mộ Dung Đức liệu có nên triệu Mộ Dung Siêu và lập làm thái tử, Mộ Dung Đức mở mắt gật đầu. Mộ Dung Siêu lên ngôi thái tử, Mộ Dung Đức cũng mất vào đêm hôm đó. Ngày hôm sau, tức ngày Kỉ Mùi, Mộ Dung Siêu tức hoàng đế vị. Ông tôn cho Đoàn Quý Phi là thái hậu.

## Trị vì

### Mất lòng người trong nước
Tuy nhiên, Mộ Dung Siêu đã ngay lập tức biểu lộ tính khí thất thường và không muốn nghe những lời chỉ trích. Ông ngay lập tức lập một trong số các thuộc hạ là Công Tôn Ngũ Lâu (公孫五樓) làm Vũ vệ tướng quân, Đồn kị hiệu úy, Nội tham chính sự, bất chấp việc Công Tôn Ngũ Lâu chỉ có khả năng tầm thường, và ông đã tách mình khỏi các cố đại thần của Mộ Dung Đức là Bắc Địa vương Mộ Dung Chung (慕容鍾) và Đoàn Hoành (段宏). Ông còn được mô tả là bị những người xu nịnh vây quanh và dành thời gian của mình cho các việc săn bắn và du ngoạn, từ chối tất cả các lời khuyên không nên làm như vậy. Ông cũng có ý định khôi phục lại các hình phạt như xăm lên mặt, cắt mũi, cắt chân, và cung hình, song vì bị phản đối nhiều nên ông đã không thực hiện các hình phạt này. Ông cũng được mô tả là đã áp thuế và phu dịch nặng nề đối với người dân.
Năm 406, Công Tôn Ngũ Lâu để có được thêm nhiều quyền lực hơn nữa, đã vu cáo Mộ Dung Chung tội phản quốc. Mộ Dung Chung, Mộ Dung Pháp, và Đoàn Hoành do đó đã tham gia vào một âm mưu mà Thượng thư tả bộc xạ Phong Tung (封嵩) và Đoàn thái hậu cũng dính líu vào, song Đoàn thái hậu do lo sợ nên cuối cùng tiết lộ âm mưu cho Mộ Dung Siêu. Phong Tung bị xử tử, và Mộ Dung Siêu cử các tướng Mộ Dung Trấn (慕容鎮) và Hàn Phạm (韓范) đi đánh Mộ Dung Chung, Mộ Dung Pháp và Đoàn Hoành. Đoàn Hoành chạy đến Bắc Ngụy, trong khi Mộ Dung Chung và Mộ Dung Pháp thì chạy đến Hậu Tần.

### Xưng thần với Hậu Tần
Năm 407, Mộ Dung Siêu cử Ngự sử trung thừa Phong Khải (封愷) đến Hậu Tần thương lượng để Diêu Hưng trao trả mẫu thê cho ông. Diêu Hưng yêu cầu ông chịu khuất phục làm chư hầu và gửi đến Hậu Tần hoặc là các nhạc công cung đình của Tiền Tần (những người này lúc đó đang ở Nam Yên) hoặc 1.000 tù nhân Đông Tấn. Mộ Dung Siêu đã dễ dàng đồng ý trở thành chư hầu, song lại do dự khi lựa chọn một trong hai yêu cầu sau đó. Cuối cùng, do sợ bị Đông Tấn trả thù, Mộ Dung Siêu chọn cách chuyển đến 120 người Thái nhạc kĩ. Diêu Hưng sau đó giao Đoàn thị và Hô Diên thị cho ông. Năm 408, ông phong Đoàn thị làm hoàng thái hậu và lập Hô Diên thị làm hoàng hậu.
Tết Nguyên Đán năm Kỉ Dậu (409), Mộ Dung Siêu tổ chức triều hội quần thần, ông than thở về việc thiếu các nhạc công cung đình, ông đề xuất tiến hành một cuộc tấn công Đông Tấn để bắt người đào tạo làm nhạc công, bất chấp phản đối từ anh trai của Hàn Phạm là Lĩnh quân tướng quân Hàn Ngôn Trác.

### Chiến tranh với Đông Tấn
Tháng 2 ÂL, Mộ Dung Siêu cử các tướng Mộ Dung Hưng Tông (慕容興宗), Hộc Cốt Đề (斛穀提), và Công Tôn Quy (公孫歸) đi đánh Đông Tấn, chiếm được Túc Dự (宿豫, nay thuộc Tú Thiên, Giang Tô) và bắt được 2.500 nam nữ, họ được giao cho quan bộ lễ để dạy nhạc. Được khuyến khích trước thành công này, Mộ Dung Siêu tiếp tục các cuộc tấn công chống Đông Tấn.
Tháng 3 ÂL, tướng Lưu Dụ của Đông Tấn đã đề xuất mở một cuộc tấn công lớn chống lại Nam Yên bất chấp các phản đối trong triều. Công Tôn Ngũ Lâu và Mộ Dung Trấn đề xuất rằng quân Nam Yên phòng thủ ở Đại Hiện sơn (大峴山, nay thuộc Duy Phường, Sơn Đông) không cho quân Tấn đi qua. Tuy nhiên, Mộ Dung Siêu lại tự tin thái quá nên đã quyết định để cho quân Tấn đi qua, và dự định sau đó sẽ giao chiến với Đông Tấn ở vùng đồng bằng ở phía bắc của núi. Ông tiếp tục bác bỏ đề xuất rằng nên đốt cháy các loại cây trồng để không cho quân Đông Tấn dùng làm lương thảo. Khi Mộ Dung Trấn bình luận rằng điều này sẽ khiến đất nước bị tiêu diệt, Mộ Dung Siêu tống Mộ Dung Trấn vào ngục.
Lưu Dụ đã rất vui mứng trước việc Mộ Dung Siêu không phòng thủ ở Đại Hiện sơn như ông ta lo ngại. Tháng 6 ÂL, quân Đông Tấn và Nam Yên giao chiến ở gần Lâm Cù (臨朐, cũng thuộc Duy Phường ngày nay), trong khi bản thân Mộ Dung Siêu thì chờ trong thành tại Lâm Cù. Tướng Hồ Phiên (胡藩) của Đông Tấn tập kích Lâm Cù, chiếm được thành và buộc Mộ Dung Siêu phải chạy trốn. Cùng với việc Mộ Dung Siêu chạy trốn, Lưu Dụ đã đánh bại được hầu hết quân Nam Lương, và Mộ Dung Siêu lại chạy về Quảng Cố. Lưu Dụ thừa thắng bắc tiến và nhanh chóng chiếm được đại thành vào ngày Bính Tý (19) cùng tháng (17 tháng 7), Mộ Dung Siêu tập hợp mọi người bảo vệ tiểu thành. Mộ Dung Siêu phóng thích Mộ Dung Trấn và đề nghị giúp mình giữ thành. Song khi Mộ Dung Trấn đề xuất rằng hãy dốc sức quyết chiến một trận thay vì chỉ phòng thủ Quảng Cố, Mộ Dung Siêu lại ngần ngại, thay vào đó, ông đã cử Hàn Phạm đến Hậu Tần khẩn cấp trợ giúp.
Cuối cùng, Diêu Hưng khiển Vệ tướng quân Diêu Cường (姚強) đem một vạn quân đến cứu Nam Yên, song sau khi bản thân ông ta cũng phải chịu một thất bại dưới tay tướng nổi loạn Lưu Bột Bột (hoàng đế khai quốc của nước Hạ), nên cho đội quân của Diêu Cường quay về Trường An. Hàn Phạm đầu hàng Lưu Dụ, song Mộ Dung Siêu tha cho Phạm gia, quân đồn trú tại Quảng Cố trở nên tuyệt vọng hơn. Một số quan lại đã đề xuất Mộ Dung Siêu nên đầu hàng Đông Tấn song ông đã từ chối và xử tử bất kỳ ai đề nghị như vậy.
Ngày Đinh Hợi (5) tháng 2 năm Canh Tuất (25 tháng 3 năm 410), Lưu Dụ tổng lực công thành, Thượng thư Duyệt Thọ mở cửa thành đầu hàng, Mộ Dung Siêu cùng vài chục kị binh định đột vây tẩu thoát song bị bắt. Lưu Dụ trách tội Mộ Dung Siêu vì nhiều lần từ chối đầu hàng, song Mộ Dung Siêu không hề trả lời lại Lưu Dụ mà chỉ phó thác mẫu thân cho tướng Lưu Kính Tuyên (劉敬宣) của Đông Tấn do người này từng đến đầu hàng Mộ Dung Đức. Mộ Dung Siêu bị giải về kinh thành Kiến Khang của Đông Tấn rồi bị xử tử với khoảng 3.000 quan lại và quý tộc Nam Yên cũng bị giết.